# Biblioteca pública de Antigua
La Biblioteca pública de Antigua (en inglés: Antigua Public Library) es la biblioteca nacional del país caribeño de Antigua y Barbuda, que se encuentra en Saint John, su capital. Una de las primeras fuentes de libros en la isla provino de la obra del reverendo Thomas Bray, en el siglo XVII. Varias sociedades bibliotecarias crecieron en importancia en la mitad del siglo XIX. El gobierno colonial transformó la Sociedad bibliotecaria de Antigua en la Biblioteca Pública de Antigua en 1854. El 8 de octubre de 1974, un terremoto afectó a la isla, haciendo que el viejo edificio de madera se dañara y se cerrara.
La Alta Comisión de Antigua y Barbuda señaló en 2002 que la construcción de un nuevo y moderno edificio para la biblioteca de 2.300 m² (25.000 pies cuadrados) estaba "progresando bien". En 2013 se inauguró y fue abierta al público.